# Беркшир (Вермонт)
Беркшир (англ. Berkshire) — місто (англ. town) в США, в окрузі Франклін штату Вермонт. Населення — 1547 осіб (2020).

## Демографія
Згідно з переписом 2010 року, у місті мешкали 1692 особи в 612 домогосподарствах у складі 466 родин. Було 648 помешкань
Расовий склад населення:
| - 96,4 % — білих - 0,7 % — корінних американців - 0,2 % — чорних або афроамериканців - 0,2 % — азіатів |

До двох чи більше рас належало 2,1 %. Частка іспаномовних становила 1,1 % від усіх жителів.
За віковим діапазоном населення розподілялося таким чином: 27,3 % — особи молодші 18 років, 62,9 % — особи у віці 18—64 років, 9,8 % — особи у віці 65 років та старші. Медіана віку мешканця становила 38,3 року. На 100 осіб жіночої статі у місті припадало 110,7 чоловіків;  на 100 жінок у віці від 18 років та старших — 108,5 чоловіків також старших 18 років.
Середній дохід на одне домашнє господарство  становив 64 379 доларів США (медіана — 53 182), а середній дохід на одну сім'ю — 71 491 долар (медіана — 56 574). Медіана доходів становила 41 186 доларів для чоловіків та 39 018 доларів для жінок. За межею бідності перебувало 8,3 % осіб, у тому числі 7,6 % дітей у віці до 18 років та 3,6 % осіб у віці 65 років та старших.
Цивільне працевлаштоване населення становило 893 особи. Основні галузі зайнятості: виробництво — 22,2 %, освіта, охорона здоров'я та соціальна допомога — 20,9 %, будівництво — 14,2 %, публічна адміністрація — 8,1 %.